# 把胡鲁
把胡鲁（？—1226年），金朝女真族人，史书上说“不详其初起”。
贞祐二年（1214年）五月，金宣宗完颜珣决定南迁汴京，由左谏议大夫擢升御前经历官，随宣宗南迁。次年，出任彰化军节度使，兼泾州管内观察使。贞祐四年（1216年），改知京兆府事，兼陕西路兵马都总管，充行省参议官。兴定元年（1217年），授陕西路统军使。兴定二年（1218年），召为御史中丞。奏请改革会试，科举取士依金世宗大定旧制，以防“取人泛滥”。拜参知政事，权左副元帅。兴定四年（1220年）权尚书右丞，行尚书省、元帅府于京兆（今陕西省西安市）。任内建议用船运粮从渭水入黄河，顺流而下，运陕西粮助关东，以纾民力。元光元年（1222年），西夏攻打延安，他屡次向朝廷求援，金宣宗不悦，把他降为知河中府事。陕西西路转运使夹谷德新对朝廷如此处理很不满，上书为把胡鲁鸣不平说：“臣素知知河中府事把胡鲁廉直忠孝，对公家有利之事样样干得都很好，实是朝廷的良臣啊。”六月召为大司农，转任参知政事。冬季，进拜尚书右丞。次年，被遣往陕西，与行省完颜赛不规划战守事宜。金哀宗即位，以把胡鲁有册立功，进拜平章政事。把胡鲁为人忠实，忧国奉公，不久后去世。

## 延伸阅读
[在维基数据编辑]
 《金史/卷108》，出自脱脱《遼史》